# Rocca di Mezzo
Rocca di Mezzo (La Rocca in dialetto locale) è un comune italiano di 1 325 abitanti della provincia dell'Aquila in Abruzzo, appartenente alla Comunità montana Sirentina e sede del Parco naturale regionale Sirente-Velino, stazione climatica estiva e centro turistico di sport invernali (in particolare sci di fondo, sci escursionismo e sci alpinismo), situata in posizione centrale sull'Altopiano delle Rocche (al di sotto del versante sud-orientale di Monte Rotondo), a breve distanza dagli impianti sciistici di Campo Felice e Ovindoli. Frequentata specialmente dagli abitanti di Roma, nel periodo estivo risente di un aumento esponenziale dei suoi abitanti. Anche in passato era frequentata specialmente dall'alta borghesia e dalla nobiltà della Capitale.

## Geografia fisica

### Territorio
Il territorio comunale si estende tra le dorsali del Monte Velino a ovest e del Monte Sirente a nord est, occupando un'area di circa 90 km² e presentando dislivelli notevoli, che vanno dai 925 ai 2243 m s.l.m. di Punta Trento. Fanno parte del territorio del comune di Rocca di Mezzo anche i suggestivi Piani di Pezza (con tutte le cime circostanti, tra cui Monte Rotondo) e parte di Monte Sirente.

### Geologia
Dal punto di vista geomorfologico e geologico, la porzione di altopiano compreso nel territorio comunale (con un'altitudine media di 1270/1280 m) è caratterizzata da fenomeni carsici di notevole interesse, fra cui doline, inghiottitoi e grotte.
Nel cosiddetto "inghiottitoio di Terranera" le acque si disperdono per poi riaffiorare,a circa 3 chilometri di distanza nelle Grotte di Stiffe, nel territorio del comune di San Demetrio ne' Vestini, circa 600 metri più in basso. Erroneamente accostato al piccolo lago di Pozzo Caldaio, l'inghiottitoio di Terranera è in realtà un insieme di più inghiottitoi e doline che si trova in un'area piuttosto ampia della pianura (localmente detta "Le Prata") situata nel tratto compreso tra i borghi di Terranera e Rocca di Cambio, nella parte più bassa di questo altopiano. Alcuni di questi inghiottitoi raccolgono l'acqua per tutto l'anno, altri soltanto nei periodi di maggiori precipitazioni acquose o in concomitanza con lo scioglimento delle nevi in primavera.
Anche nella pianura tra Rocca di Mezzo e la frazione di Rovere sono presenti ulteriori inghiottitoi alcuni dei quali con doline di dimensioni di gran lunga superiori rispetto a quelle situate tra Terranera e Rocca di Cambio. Si trovano alle pendici del Monte Sirente e non è stato ancora appurato se l'acqua che defluisce attraverso queste fessure arrivi anch'essa alle Grotte di Stiffe oppure no, ma a causa della notevole distanza tra le due aree dei gruppi di inghiottitoi (circa 5 chilometri) è probabile che quelli sotto il Sirente prendano un'altra strada sotterranea, il cui punto di uscita è al momento ancora sconosciuto.

### Idrografia
Di fatto, tutta l'acqua derivante dalle precipitazioni atmosferiche e dalle tantissime sorgenti e torrenti presenti nel comune converge inevitabilmente verso gli inghiottitoi dell'Altopiano delle Rocche, proseguendo il suo corso esclusivamente sottoterra. Altro elemento geografico particolarmente singolare del territorio è che nel comune è presente uno spartiacque tra i due versanti appenninici: la parte meridionale del comune, la cui "linea" spartiacque passa tra Rocca di Mezzo e Rovere, raccoglie le precipitazioni che defluiscono in ultimo verso il mar Tirreno, mentre l'acqua ricadente nella parte settentrionale del territorio (dove si trovano gli inghiottitoi) sfociano invece nel mar Adriatico.

### Clima
Il clima della zona è quello tipico delle zone montane di media/alta montagna. L'inverno è rigido e nevoso a seconda dell'annata, con il manto nevoso che nelle annate con più precipitazioni permane da novembre ad aprile a seconda anche dell'esposizione dei luoghi rispetto alla radiazione solare. 0La chiusura montuosa ad ovest dell'altopiano e l'apertura verso est lo rende particolarmente soggetto alle irruzioni di masse d'aria fredda dai Balcani, sia pure con nevicate non particolarmente abbondanti, data la schermatura del Gran Sasso a Nord Est. La neve compare più facilmente e in maniera più abbondante con perturbazioni provenienti da ovest.
L'autunno è la stagione più piovosa seguita dalla primavera; l'estate è la stagione secca con l'altitudine che mitiga le ondate di calore, motivo per cui la località è meta prediletta dai residenti della vicina città di Roma. I suggestivi Piani di Pezza, luogo di notevole bellezza naturale situati a poca distanza dal centro abitato, sono noti anche per le bassissime temperature invernali che spesso vengono lì registrate. In particolare, il 15 febbraio 2012 è stata rilevata la temperatura record di -37,4 gradi centigradi, la più bassa in assoluto mai registrata in tutto l'Appennino e tra le più basse d'Italia e dell'Europa occidentale. Il dato assume un significato ancora più rilevante considerando la latitudine e la quota relativamente basse.

## Origini del nome
Il nome deriva dalla presenza in epoca medievale di una rocca, tutt'oggi visibile nella parte alta del paese e attorno al quale si è sviluppato il paese, la quale rispetto alle altre rocche presenti nell'altipiano occupava una posizione abbastanza centrale nell'altipiano stesso, a metà strada tra la valle dell'Aterno ed Avezzano

## Storia

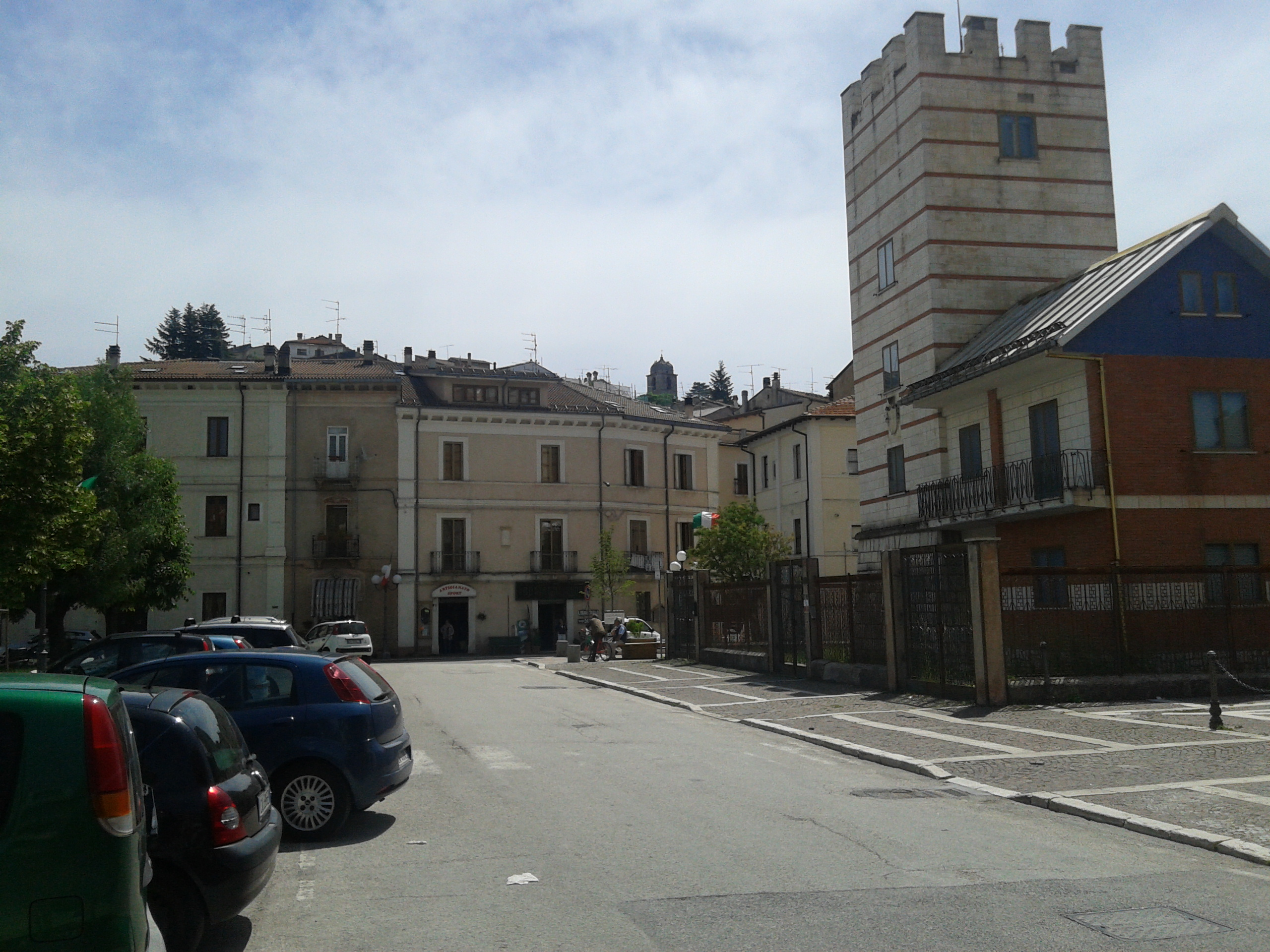
Ingresso al centro storico

### Storia antica
Le vicende storiche legate all'Altopiano delle Rocche, e a Rocca di Mezzo in particolare, hanno spesso avuto un legame con le avverse condizioni climatiche della zona. Il lungo periodo di innevamento invernale, le asperità naturali, la scarsità di comunicazioni, hanno provocato un isolamento duraturo, riducendo i contatti con i territori circostanti. I primi insediamenti umani della zona risalgono all'età paleolitica, come testimonia il ritrovamento nei Piani di Pezza e in Val d'Arano di stazzi utilizzati da pastori, provenienti dal Fucino e dalla Valle dell'Aterno.
In epoca preromana la porzione di altopiano integrato nel contemporaneo territorio comunale di Rocca di Mezzo apparteneva alla popolazione italica degli equi. Il territorio della contemporanea frazione di Rovere, segnava il confine nell'area di passaggio dei vestini con i marsi tra il Fucino e la conca aquilana. L'appartenenza in epoca medievale al territorio della Marsica è chiaramente legata all'inclusione nella contea di Celano durata dalla fine del XIII secolo fino al 1462 circa. Durante l'occupazione romana, l'altopiano diventò un'importante zona strategica, in quanto situato tra i due grandi assi viari dell'Abruzzo: la Tiburtina Valeria, che da Roma giungeva fino a Ostia Aterni (la contemporanea Pescara), e la Claudia Nova, costruita dall'imperatore Claudio, che da Amiternum conduceva fino a Popoli.

### Storia medievale

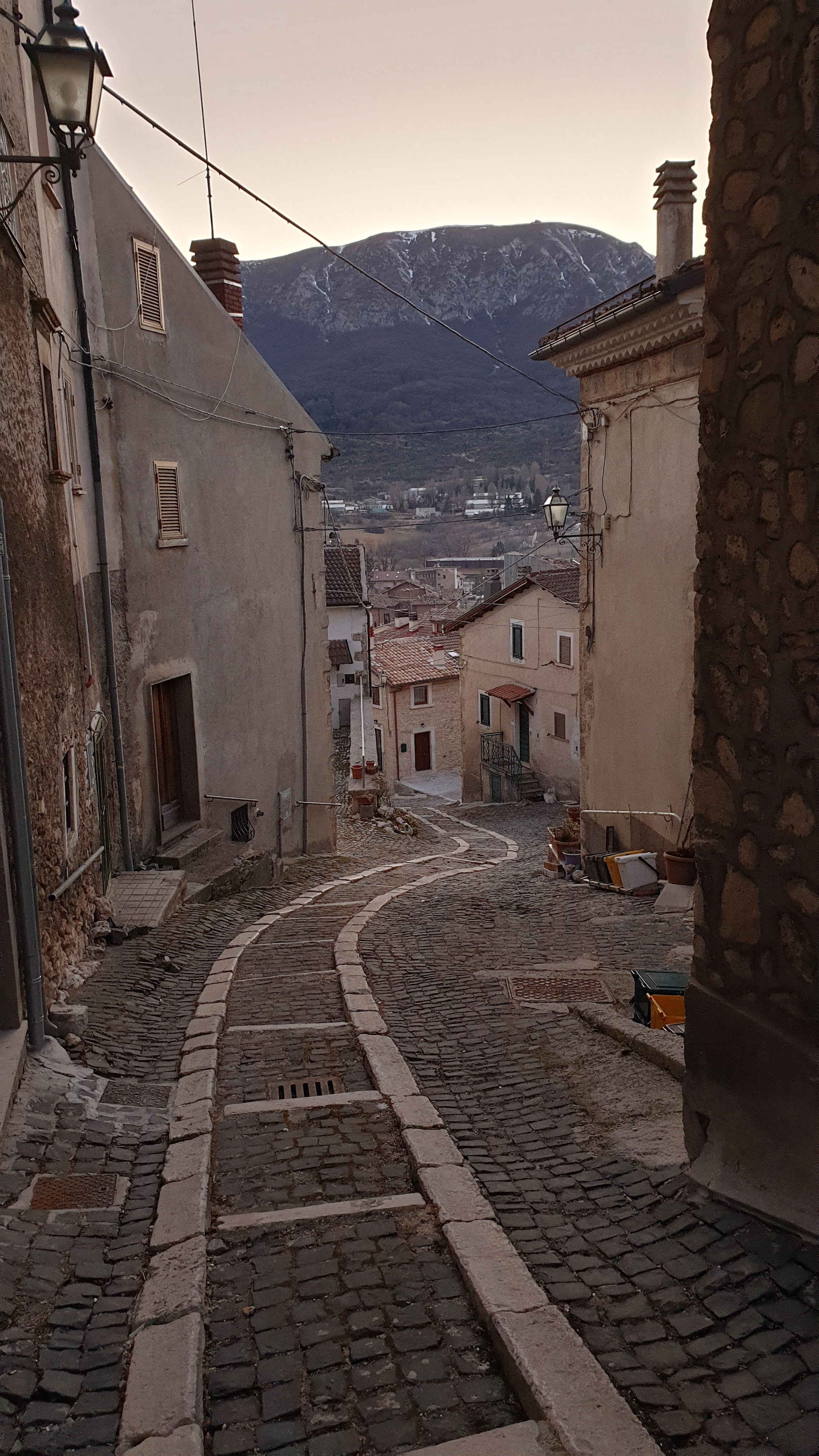
Strade interne al paese

Dopo la caduta dell'Impero romano d'Occidente, il territorio rocchigiano e l'intero Abruzzo seguirono le vicende del resto d'Italia e fecero parte prima del Regno di Odoacre, poi di quello di Teodorico e dei suoi successori (fine del V secolo e prima metà del VI) e infine, a seguito della riconquista giustinianea, dell'Impero romano d'Oriente (attorno alla metà del VI secolo). Conquistato dai longobardi, il territorio dell'attuale comune di Rocca di Mezzo fece parte per circa cinquecento anni del Ducato di Spoleto.
È proprio sul finire di questo lungo periodo che si fa risalire la fondazione del paese (attorno all'anno 1000), cui parteciparono, secondo la tradizione, quattro comunità dedite alla pastorizia e all'agricoltura: S. Bartolomeo all'Anatella, S. Marco all'Intera, S. Damaso a Valle Caldora, S. Savino sotto il monte Cedico (attuale monte Rotondo). Tali comunità di pastori si sarebbero riunite intorno al colle di San Calvario, creando col tempo un borgo fortificato, simile a quelli che sarebbero sorti, in epoca successiva, a Rocca di Cambio, Ovindoli e San Potito. Il più antico documento in cui appare il nome di Rocca di Mezzo è tuttavia di un paio di secoli posteriore ed è un atto del 1237, mediante il quale «…notar Berardo di Roccadimezzo roga instrumento col quale Ertania di detta Rocca, figlia di Michele, e Simone suo figlio… fecero perpetua rinuncia… di qualunque petizione, lite, azione…». La presenza di un notaio a Rocca di Mezzo o comunque originario del luogo, presupponeva l'esistenza, durante il Regno di Federico II, di un centro abitato già pienamente sviluppato e relativamente importante.
Passato al Regno normanno (fine dell'XI secolo), poi a quello svevo-normanno di Sicilia retto da Federico II, Rocca di Mezzo divenne, nel Duecento, un feudo ambito, per la ricchezza dei suoi armenti e per la particolare posizione di cui godeva, al confine tra il territorio aquilano e quello di Celano. Nel 1222 Rocca di Mezzo era infeudato a Bernardo di Ocre, il quale fu costretto a cederlo ai Celano. Tornò alla corona durante il regno di Corrado IV, figlio di Federico II, che dopo soli quattro anni lo riconsegnò ai Celano che mantennero il dominio su Rocca di Mezzo fino alla loro estinzione nel 1462. Il paese di Rocca di Mezzo appartenente da ora alla contea di Celano passò con questo dapprima sotto il dominio angioino alla fine del XIII secolo, e a partire dalla metà del Quattrocento a quello aragonese, instaurato da Alfonso il Magnanimo.
Agli inizi del XV secolo Rocca di Mezzo era ancora parte della contea di Celano e risultava essere uno dei castelli più popolosi dell'Abruzzo interno e dell'aquilano in generale, contando un migliaio di abitanti, seguito da Paganica, Pizzoli e Lucoli. Nel luglio del 1423 fu investito da Braccio da Montone, che era penetrato in Abruzzo con l'intenzione di conquistare L'Aquila. Dopo nove mesi di assedio il paese capitolò (maggio 1424) e fu saccheggiato e in parte distrutto dai bracceschi. La morte del condottiero, avvenuta ai primi di giugno del 1424 e la ritirata del suo esercito dall'Aquilano, permise alla popolazione, che era stata precedentemente dispersa, di tornare a Rocca di Mezzo ed iniziare l'opera di ricostruzione. Successivamente il paese fu da subito oggetto di ricostruzione grazie al forte interessamento del cardinale Agnifili, arcivescovo dell'Aquila e persona originaria di Rocca di Mezzo. Grazie a lui Rocca di Mezzo subisce una vera e propria ricostruzione urbanistica, che la spinge ad allargarsi rispetto alla precedente area di occupazione, anche per effetto della forte crescita demografica in atto nel XV secolo. Tale sistemazione urbanistica viene favorita anche dai conti di Celano a cui il paese ancora apparteneva, portando questo a cambiare pelle. Così facendo nel corso degli anni 1430 - 1450 Rocca di Mezzo diventa una delle più importanti aree di produzione della lana, divenendo così un'area commerciale molto ricca e ambita. 
Tuttavia a causa del terremoto dell'Aquila del 1461 il paese subisce nuovi importanti danneggiamenti, che spingono i roccheggiani e la loro illuminata guida, il cardinale Agnifili, a riparare presto i danni del terremoto, completando così la nuova sistemazione urbanistica, avviata con la ricostruzione degli anni 1430. Tra il 1460 e il 1480 circa il paese si distacca dalla contea di Celano per tornare ad essere parte integrante della contea aquilana e vediamo così che Rocca di Mezzo grazie ai molteplici cambiamenti dell'ultimo periodo, è secondo la rilevazione 1488 un paese densamente popolato da 285 famiglie, per un totale di circa 1.500 abitanti e soprattutto un castello assai ricco.

### Storia moderna e contemporanea

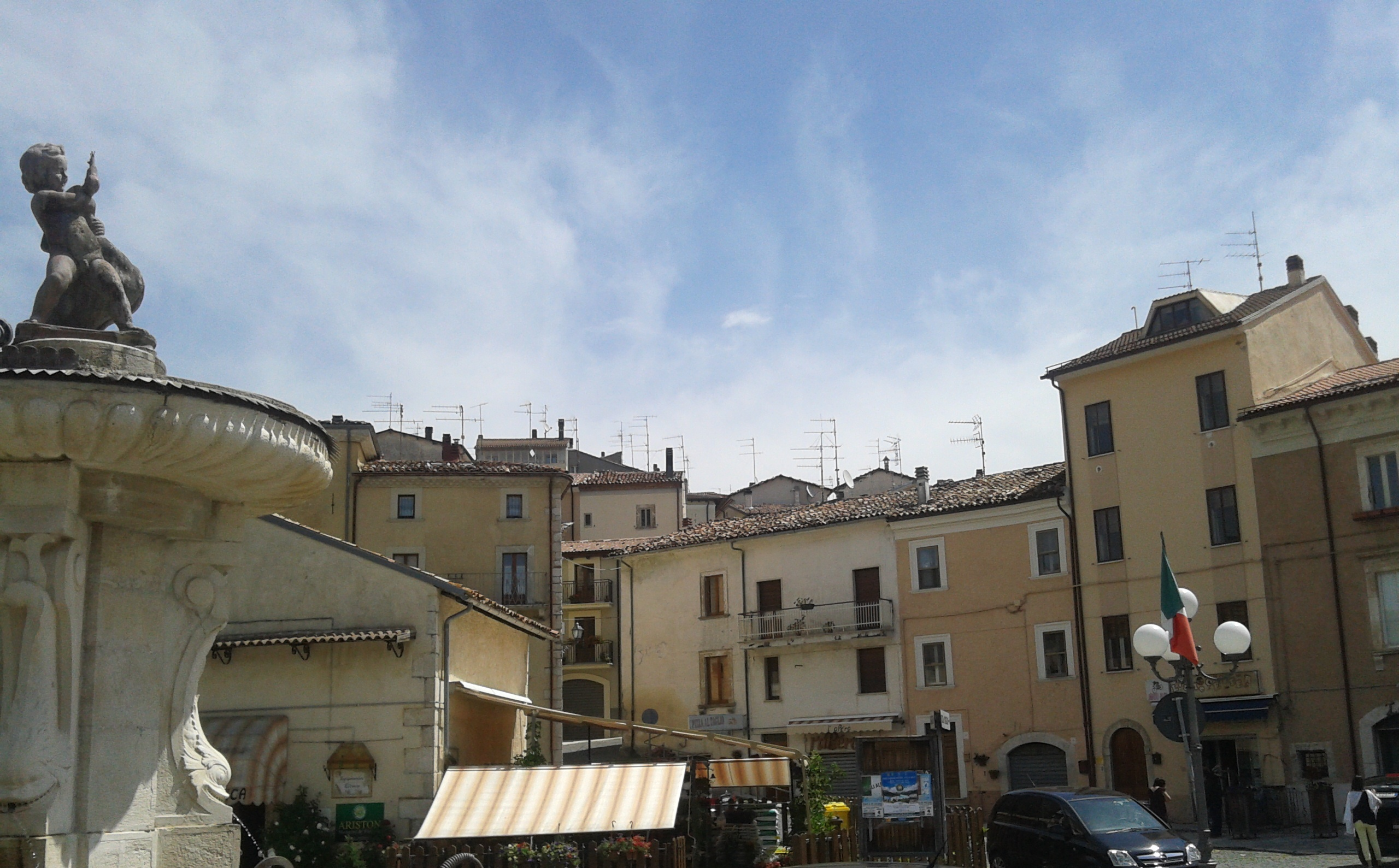
Il centro storico di Rocca di Mezzo

Nella prima metà del Cinquecento Rocca di Mezzo passò, insieme a tutto il Regno di Napoli agli Asburgo di Spagna, che lo diedero in feudo a vari signori, fra cui gli Antonelli dell'Aquila (fine XVI secolo - inizio XVII secolo) Colonna di Gallicano (prima metà del XVII) e i Barberini (dalla metà del Seicento agli inizi dell'Ottocento). In età napoleonica, con la promulgazione della legge del 2 agosto 1806, vennero di fatto aboliti i diritti feudali nel Regno e Rocca di Mezzo passò a dipendere direttamente dalla Corona.
Dopo la restaurazione borbonica, il paese visse un periodo di relativa tranquillità fino alla sua incorporazione al nascente Regno d'Italia. Negli ultimi decenni dell'Ottocento sperimentò un notevole incremento demografico ed iniziò a svilupparsi ai piedi della collina su cui era rimasto arroccato fin dalla sua nascita. Tale crescita, arrestatasi agli inizi del Novecento a causa dell'emigrazione, riprese con vigore nel secondo decennio del secolo, portando la popolazione a toccare il suo massimo storico nel 1921 (4.168 abitanti secondo i dati censuali di quell'anno).
La scarsa redditività dell'agricoltura (spesso di sussistenza) e l'inarrestabile crisi della pastorizia transumante diedero tuttavia nuovo impulso al fenomeno dell'emigrazione, che non si arrestò neppure in epoca fascista, nonostante la legislazione restrittiva inaugurata dal regime fin dalla fine degli anni venti del Novecento. In effetti fra il 1921 e il 1936 il comune registrò un decremento demografico consistente (dell'ordine del 24%) che si è protratto fino alla fine del XX secolo, a causa non solo dell'emigrazione, ma anche di un calo generalizzato delle nascite che iniziò a manifestarsi, come in altre aree d'Italia, a partire dal 1975-1980. Fra le mete preferite dagli emigranti rocchigiani nel corso del secolo passato segnaliamo, oltre Roma e l'Italia settentrionale, il Venezuela, il Sudafrica e gli Stati Uniti d'America. Nel censimento del 2001 la popolazione di Rocca di Mezzo toccò il suo minimo storico con 1.426 abitanti, valore inferiore persino a quello stimato nel 1488. Da allora ai giorni nostri si è assistito a una lieve ripresa demografica (dovuta soprattutto all'immigrazione dall'estero), la cui modestia e battute di arresto non la fanno ancora percepire come una inversione di tendenza duratura (1.468 residenti censiti nel 2011, 1.534 stimati nel dicembre 2013 e scesi poi a 1.529 nel maggio 2015).

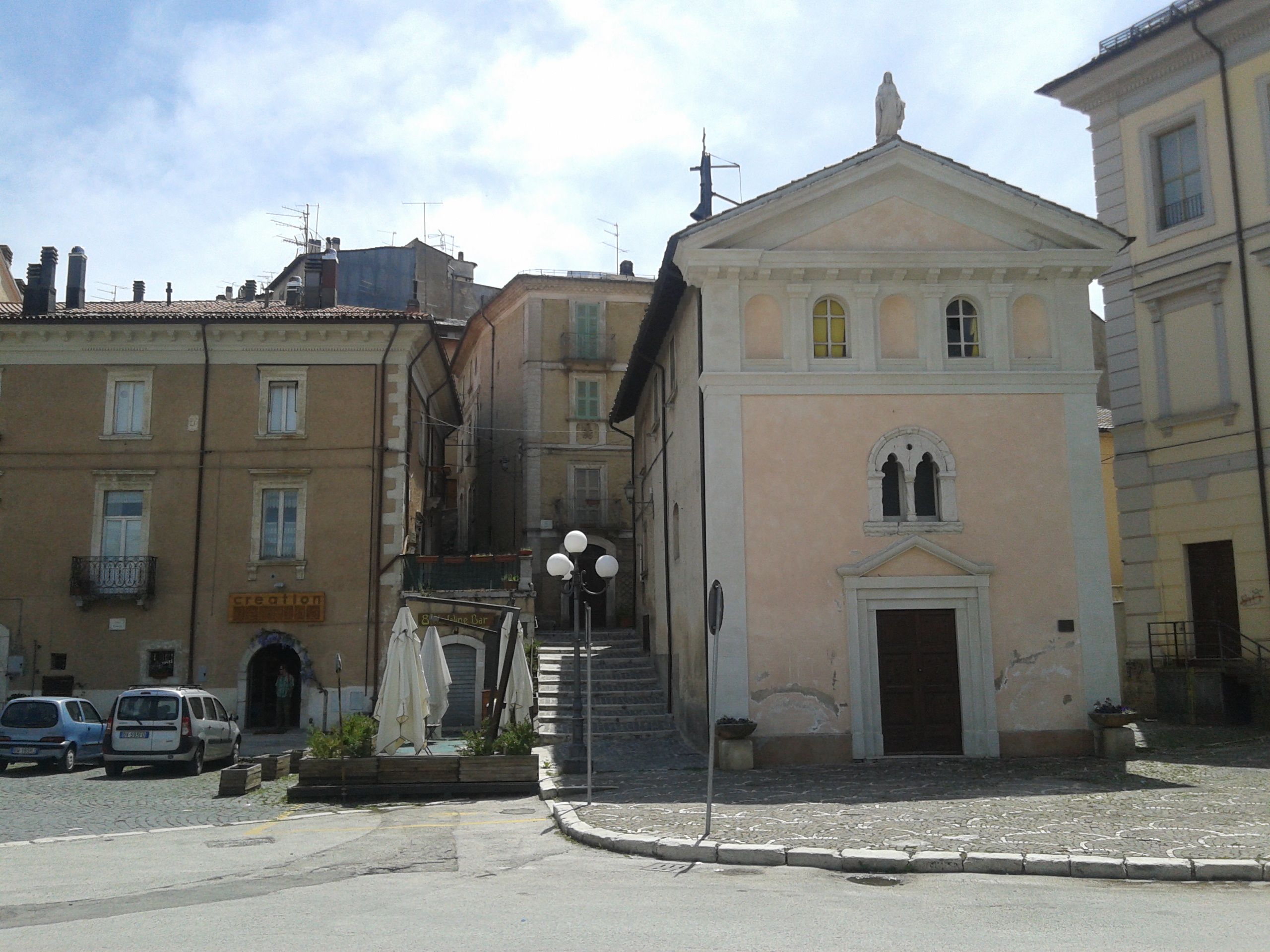
Scorcio del borgo di sotto il centro medievale: in vista la cappella Gentile

Fin dagli anni venti e trenta del Novecento iniziò a svilupparsi in zona il turismo che subì un forte incremento a partire dal 1960 circa. Di pari passo si verificò un aumento consistente dell'edilizia residenziale, legata anche alla vicinanza degli impianti sciistici di Campo Felice e Ovindoli-Monte Magnola (appartenenti al comprensorio delle Tre Nevi) e al fresco clima estivo che ha sempre attratto molti vacanzieri dalla vicina capitale. Tale incremento, pur avendo avuto un impatto negativo sull'ambiente naturale circostante e sulla qualità di vita dei residenti, ha generato e continua a generare reddito e occupazione.
Il 6 aprile 2009 Rocca di Mezzo è stata colpita, sebbene in forma meno grave rispetto ad altri comuni limitrofi (fra cui L'Aquila, Rocca di Cambio e Ocre), dal recente sisma dell'Aquila: alcune abitazioni hanno riportato lesioni di una certa entità rendendole inagibili ed il campanile situato nella vicina frazione di Rovere è crollato.

### Simboli
Lo stemma e il gonfalone sono stati concessi con decreto del presidente della Repubblica del 2 settembre 1997.
Il gonfalone è un drappo partito di rosso e di verde.

## Monumenti e luoghi d'interesse

### Architetture religiose
Chiesa parrocchiale di Santa Maria della Neve
Su tale edificio non si hanno precise notizie ed è difficile leggere anche l'impianto architettonico poiché costantemente rimaneggiato nei secoli susseguitisi. Probabilmente la chiesa esisteva già nel Medioevo, e venne edificata sopra l'area del castello, poiché la torre di guardia è stata occupata dal campanile, separato dalla chiesa, che sorge sul punto più alto del pizzo roccioso. La chiesa come si presenta oggi è stato oggetto dell'ultimo restauro del dopo terremoto del 1915, che le ha conferito all'esterno un aspetto neoromanico, e all'interno uno eclettico, prevalentemente neoclassico e neorinascimentale. L'esterno ha l'impianto rettangolare, con facciata a salienti, decorata al centro da portale a tutto sesto con lunetta a rilievo e decorazione della Vergine col Bambino, in asse con esso più in alto sta un semplice rosone, senza vetrata. L'interno è a tre navate divise da archi a tutto sesto poggianti su pilastri quadrati.
Chiesa di San Michele Arcangelo
Il piccolo edificio, detto anche cappella Gentile, risale originariamente al XV secolo e si affaccia su Piazza Principe di Piemonte. Usata per secoli come cappella privata, nel XIX secolo fu adibita a sede del comune e poi ampliata con un rifacimento grosso modo neoclassico e divenne una chiesa pubblica. Ha impianto rettangolare con facciata decorata da portale architravato a cornice neoclassica, sormontato in asse da una bifora gotica (ultimo resto dell'edificio originario) da un ordine, appena sotto la cornice marcapiano, di cinque nicchie cieche, due delle quali provviste di finestra, infine l'architrave a timpano triangolare, sormontato nel vertice dalla statua della Madonna. L'interno è a navata unica, piuttosto sobrio.
Chiesa di San Pietro de Vignoli
Nel centro di Rovere, è la chiesa più antica del paese, menzionata nel 1313, quando venne nominata dall'estimo dei beni. Ebbe il ruolo di parrocchiale anche di Fonteavignone fino all'inizio del XVI secolo quando venne ampliata la chiesa dell'Assunta. La chiesa è molto interessante, confondendosi con il tessuto urbano delle case, è priva di facciata, l'ingresso è dato sul fianco, da un portale barocco seicentesco a timpano spezzato, con al centro la croce papale. L'interno è barocco, molto ben decorato.
Chiesa della Madonna delle Grazie
Situata a Rovere in Largo Madonna, risale al XIII secolo e apparteneva alla diocesi dei Marsi. La confraternita omonima fu fondata nel 1590, che venne ampliata nel 1643, quando si ricavarono i loculi interrati per seppellire i morti. La facciata della chiesa è in blocchi di pietra squadrati, essa è articolata dal portale con stipiti e architrave modanati cinquecenteschi, sopra in asse c'è una semplice finestra. In asse in cime è posto il campanile a vela, a triplo fornice. L'impianto interno è rettangolare a navata unica con terminazione ad abside semicircolare, il soffitto è a capriate lignee, e di interesse c'è solo il gruppo statuario dei Santi.
Chiesa di Santa Maria Assunta
In contrada Fonteavignone, ha un aspetto settecentesco, anche se risale al XIV secolo. Vi sono conservati la statua della Vergine delle Grazie in terracotta del 1432, una croce processionale dell'orafo Nicola da Guardiagrele del 1434 e un pregevole dipinto della Madonna col Bambino di scuola raffaellesca.
Chiesa di Santa Maria Maddalena
In contrada Rovere, sussidiaria della parrocchia di San Pietro, ha un aspetto tardo ottocentesco in stile rurale, anche se l'architrave a timpano spezzato del portale fa immaginare che possa risalire all'epoca barocca. Ha impianto rettangolare con il portale, sovrastato da un oculo centrale, mentre la copertura del tetto è a spioventi.
Chiesa di San Lorenzo
Parrocchia della frazione di Terranera, è molto antica. In documenti si legge che nel 1180 Tommaso Barile, signore di Barile e figlio di Berardo Collimento, fondatore di Rocca Odorisia (probabilmente Rocca di Cambio), donò ai gerosolimitani la chiesa di San Pio a Campana di Fontecchio, poi la chiesa di San Niccolò di Terranera con tutte le rendite. Lo storico Anton Ludovico Antinori ipotizza l'esistenza di un borgo dipendente dal castello di Barile situato presso la valle dell'Aterno, tra Terranera, Casentino e Tussillo. Questo castello nel 1254 partecipò alla fondazione dell'Aquila e venne distrutto da Corradino di Svevia intorno al 1268. La chiesa ha aspetto settecentesco, con facciata a tetto spiovente e ingresso presso un loggiato a due archi sul lato destro, con portale architravato, sovrastato dal campanile a torre.
Chiesa di San Leucio
Dedicata a Leucio d'Alessandria e risalente al XV secolo, si trova nella pineta omonima fuori Rocca di Mezzo. Interessante notare come il culto del vescovo orientale si diffuse in Abruzzo principalmente ad Atessa, essendo venerato nel duomo per la leggenda del drago, e poi a Rocca e a Cagnano Amiterno, nell'aquilano. Fondata nell'epoca rinascimentale, sorge sul cocuzzolo collinare, ad impianto rettangolare, con facciata quadrata, decorata da portale architravato e sovrastato dal centro della facciata da un oculo. L'interno è ancora inagibile per il sisma del 2009.

### Architetture civili
Palazzo comunale
È un edificio sorto nei primi anni del Novecento in Piazza Principe di Piemonte, poiché per l'espansione dell'abitato più a valle, gli antichi palazzi del quartiere vecchio non erano più adatti ad ospitare gli uffici. Il palazzo segue i caratteri monumentali dell'architettura tardo classica ed eclettica, ha impianto rettangolare, diviso nella facciata in tre parti da paraste, e ugualmente in tre settori orizzontali da cornicioni marcapiano. Gli ingressi sono due, posti nei due lati esterni, a confluenza delle paraste che compongono la porzione centrale, e sono architravati con timpano curvilineo, mentre le finestre rettangolari dei due ordini superiori sono alquanto semplici, e solo l'ordine del settore mediano è architravato con semplici cornici. In cima nella parte centrale si erge una piccola torretta con l'orologio civico.
Villa Cidonio
Attuale sede del parco naturale regionale Sirente-Velino, fu realizzata dall'architetto Vincenzo Fasolo tra il 1925 e il 1930 in stile eclettico liberty. La struttura evoca le forme stilizzate del rinascimento italiano toscano, la robusta compattezza della costruzione poggia sopra uno zoccolo bugnato di conci bianchi e il bel inserto della pietra nel laterizio, studiato per accentuare il contrasto chiaroscurale delle componenti decorative, le sobrie linee dei tre avancorpi sormontati da altrettanti frontoni triangolari che risaltano il valore plastico delle facciate, il monumentale ingresso ad arco, modanato dagli stessi elementi dell'archivolto, l'eleganza del disegno di certe finestre a lunetta, ingentilite dalle figure in rilievo e dalle cornici in pietra tagliata. I tetti vasti, sfalsati, sovrapposti l'uno all'altro, sono movimentati da edicole, scale e balaustre, con curiosi camini ad arnia. L'interno ha i soffitti in travi di legno, i pavimenti sono in piastrelle di cotto, nell'atrio le pareti sono dipinte, l'arredo è in mobili d'antiquario. Durante il 1943-44 la villa fu comando militare dei tedeschi, vi si installò il presidio del generale von Zanthier, e poi venne bombardata dagli americani, che però non centrarono la costruzione, salvandosi dalle distruzioni.
Castello di Rovere
Si trova nella parte più alta della montagnetta dove sorge Rovere, e fa parte del sistema difensivo dei Normanni dell'XI-XII secolo, dell'altopiano delle Rocche. Nel 1254 contribuì a fondare L'Aquila, venne attaccato nel 1424 da Braccio da Montone, ma non perse sino al XVII secolo la funzione di controllo del traffico nella vallata delle merci e dei viandanti e pastori transumanti. Il castello era documentato già dal 1100, appartiene a quella tipologia dei castelli-villaggio cinti da mura e torri rompitratta, che si raccordano al torrione principale pentagonale, come l'esempio dei castelli recinto a triangolo di San Pio delle Camere, Roccacasale e Stiffe. Oggi le rovine sono ancora abbastanza conservate, e all'interno è possibile riconoscere le casermette dei soldati, l'armeria e la cisterna.
Monumento del Narciso
Si tratta di una costruzione recente, situata all'ingresso del paese, in onore della festa tradizionale rocchigiana. Sopra un blocco di base si erge un rettangolo sagomato con le figure del fiore. Questa festa fu inaugurata nel 1947, probabilmente ispirata alla Sfilata delle Rose che si tiene in California, e portata in paese da emigranti. Nel mese di Maggio il narciso, spontaneamente rigoglioso sull'altopiano delle Rocche, è diventato il simbolo naturale del paese.
Fontana di Piazza Principe di Piemonte
Fu costruita nella seconda metà dell'Ottocento per facilitare il prelievo dell'acqua degli abitanti, e per abbeverare le bestie. Poggia su un basamento in pietra, e si sviluppa a vasca circolare scandita da blocchi che fanno assumere alla vasca stella un aspetto vagamente ottagonale. Dalla vasca si erge un fusto sagomato con le cannelle, ed in cima troneggia un putto in ghisa che abbraccia un delfino da cui sgorga l'acqua. Un'altra fontana in ghisa, più antica, si trova addossata a un muro, con catino a mensola e terminazione a timpano, ha per supporto una parete a terminazione orizzontale in pietra, con leggera cornice. L'accesso è delimitato da due bassi setti murari, lateralmente affiancati da due sedili in pietra delimitati da lesene. Un'altra cornice di due lesene a semicerchio delimita il centro della fonte stessa.
Cimitero monumentale di Rocca di Mezzo
Cimitero moderno in stile monumentale inaugurato nel 1898, nella periferia nord-orientale del capoluogo comunale.

### Luoghi di interesse naturalistico
Parco naturale regionale Sirente-Velino
Istituito nel 1989 con sede a Rocca di Mezzo, con lo scopo di tutelare e preservare i valori ambientali, nonché di trasmettere alle generazioni gli elementi culturali e i segni delle ricchezze storico-architettoniche ereditate dal passato. Il Parco è un incantevole scenario naturale, un paesaggio incontaminato che ospita flora e fauna tra le più significative del centro Italia, concentrato di storia, che conserva le testimonianze di un passato ancora vivo, dove la presenza di templi romani, castelli, torri, borghi medievali permette di scoprire la storia della Marsica. Le offerte ricettive riguardano infatti i percorsi storico culturali nei paesi, i percorsi escursionistici, studi sulla flora e la fauna, e passeggiate trekking. Il parco si estende dalle gole di Celano a ridosso della conca del Fucino, fino a Ovindoli, Rocca di Cambio, Tione degli Abruzzi e Fontecchio, alle pendici della valle dell'Aterno all'Aquila. Il cuore del Parco a Rocca di Mezzo è l'altopiano delle Rocche, che si estende per 1300 metri di quota, tra la bassa val d'Aterno e la Piana Fucense, contornato dalle catene montuose del Velino e del Sirente. In questo territorio caratterizzato dalla presenza di pascoli e bacini carsici, si trovano i comuni di Rocca di Mezzo con le frazioni Rovere, Fonteavignone, Terranera e Rocca di Cambio con Ovindoli, che le frazioni di San Potito e Santa Jona. Dal primo Novecento l'altopiano è stato interessato soprattutto dal turismo invernale sciistico con arrivi soprattutto da Roma e dal napoletano, per gli impianti attrezzati di Campo Felice, di Pescasseroli e di Ovindoli Monte Magnola.
Pineta San Leucio e Parco delle Rimembranze
Si tratta di due parchi realizzati mediante piantata di alberi di montagna, situati ad ovest di Rocca. Il primo si sviluppa attorno alla chiesa di San Leucio, il secondo è posto nei pressi di Terranera, e ha di interesse un tempietto votivo ottagonale, caratterizzato da arcate a tutto sesto con architravi decorate, e cupola piramidale. Si ipotizza che possa trattarsi di una chiesa più antica, rimaneggiata dopo il terremoto del 1915.
Piani di Pezza
Sono uno spettacolare altopiano glaciale carsico alluvionato, situato nell'area comunale di Rocca di Mezzo. L'altopiano è luogo ideale per praticare sci, escursioni e passeggiate trekking. L'ingresso è dato da Vado di Pezza, provenendo da Rocca di Mezzo, la presenza di faggete fino a 1850 m. di quota, la piana invece che ha i versanti esposti a ovest e a sud è priva di vegetazione ad alto fusto. L'aspetto affascinante è dato dalla cresta del Monte Velino, e dai sentieri che salgono da Capo Pezza verso le numerose vette alte oltre i 2000 m. Tra questi, molto suggestivo è il sentiero principale che conduce al Rifugio Vincenzo Sebastiani, di proprietà dei CAI sezione Roma (inaugurato nel 1922) a quota 2102 m che attraversa la faggeta di Valle Cerchiata. Da questa zona poi vi sono diverse diramazioni che portano a raggiungere bivio per Punta Trento a 2220 m, dove il sentiero s'inerpica verso il Bicchero, quota 2161 m, e poi verso la vetta del Monte Cafornia (2409 m). Dal bivio s'incontra il Monte Sevice di 2331 m, dove è raggiungibile anche il Velino, raggiungendo 2486 m. di vetta. Questo monte è il più alto di tutto il parco naturale, e da lì si gode una vista della piana del Fucino con Avezzano, dei gruppi montuosi dell'Appennino centrale, la parte est della Maiella, il Gran Sasso a nord, i monti Marsicani a sud-est, i Monti Ernici a sud e i Monti Simbruini a sud-ovest.
Campo Felice
In località Caporitorto presso Rocca di Cambio e in piccola parte ricadente nel territorio di Rocca di Mezzo, è una importante stazione sciistica nella catena del Sirente-Velino, e con Campo Imperatore e Monte Magnola fa parte del comprensorio sciistico Tre Nevi, con cime alte più di 2000 metri. Campo Felice dispone di 30 km tracciati immersi nella natura, ha 250 cannoni sparaneve, un fabbisogno idrico di 70 milioni di litri, assicurato da un bacino naturale posto sulla base della seggiovia, detto la Cisterna, a 1700 metri di quota. In cima a Monte Rotondo (2064 m) si godono panorami del Gran Sasso, del Sirente e del Velino, la Maiella e la Duchessa.

## Società

### Evoluzione demografica
Abitanti censiti

La costante flessione demografica conosciuta da Rocca di Mezzo dal 1921 ai giorni nostri, è stata in parte compensata negli ultimi decenni dall'immigrazione. Fin dagli anni novanta del Novecento, si sono infatti stabiliti in paese numerosi lavoratori stranieri, per lo più originari dell'Europa orientale. I residenti esteri in situazione regolare erano 156 al 31 dicembre 2014 e costituivano poco più del 10% della popolazione complessiva del comune. Fra di essi il 59% circa (92 unità) provenivano dalla Romania, seguiti dai kosovari (18 unità), dai serbi (11 unità), dagli ucraini (8 unità) e dagli albanesi (7 unità).

## Economia
Il paese vive quasi interamente di turismo estivo ed invernale nelle aree naturali suddette e di attività commerciali connesse.

## Cultura

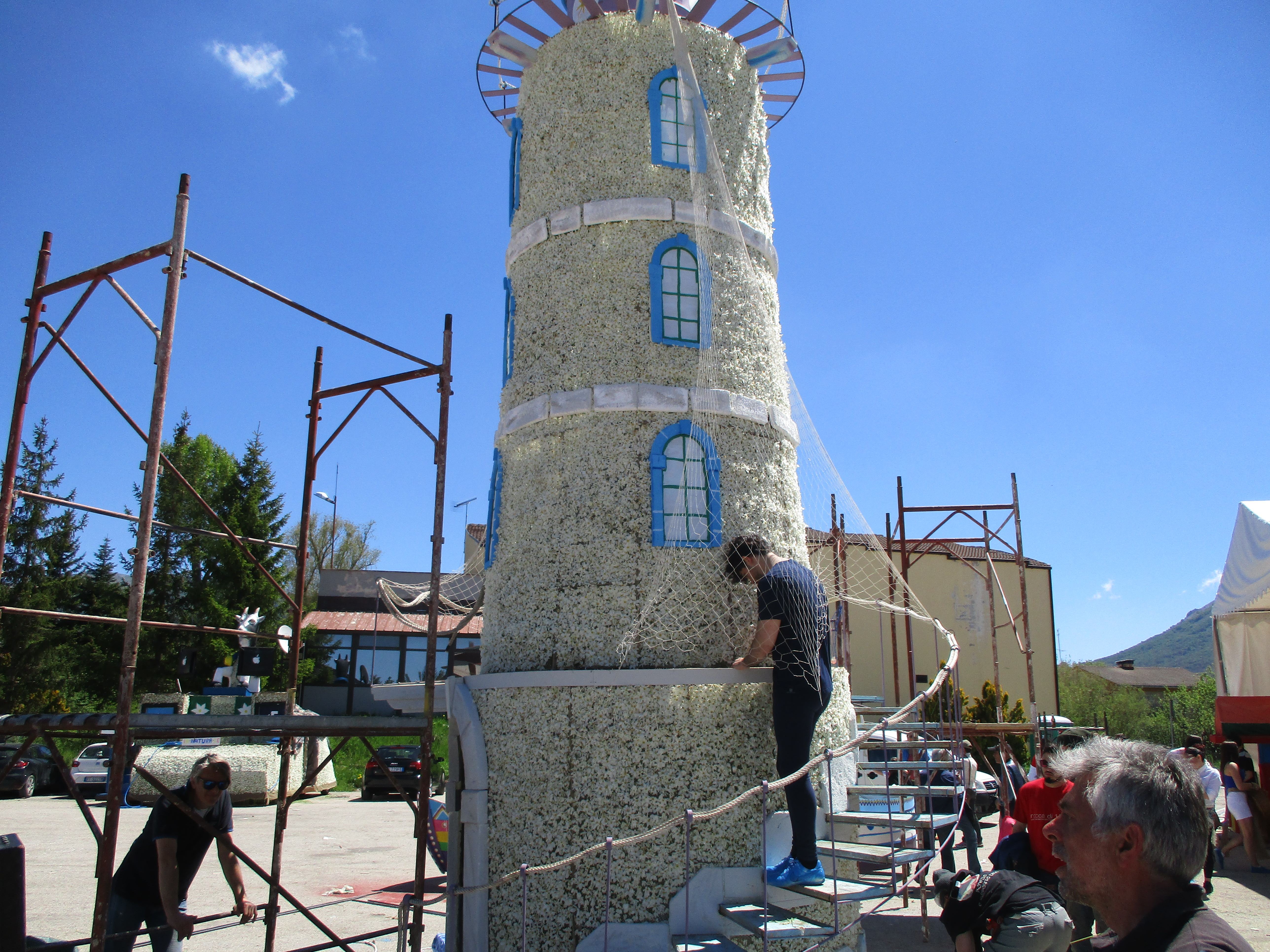
Festa del narciso

### Istruzione

#### Musei
- Museo Archeologico: si trova nel centro di frazione Rovere, presso la chiesa di San Pietro. Al suo interno è stato organizzato un percorso archeologico che documenta le varie fasi della costruzione di Rovere come castello fortificato, i cui ruderi sono ben visibili sopra il monte,  con reperti scultorei rinvenuti in loco. C'è anche una sala multimediale con video illustrativo.
- Museo d'Arte Sacra "Cardinal Agnifili": si trova nella sagrestia della chiesa madre di Santa Maria ad Nives, dedicato al Cardinale Amico Agnifili, vescovo aquilano nel XV secolo, e mecenate delle arti. Il museo conserva arredi sacri e paramenti liturgici preziosi, incluse statue, del periodo XIV-XV secolo.

### Cinema
Nel 1954 furono girate a Rocca di Mezzo alcune scene del film La strada di Federico Fellini, vincitore del premio Oscar nel 1957 come "miglior film straniero".

### Tradizioni e folclore
Festa del narcisoManifestazione folkloristica tra le più caratteristiche e longeve della regione Abruzzo. Celebrata per la prima volta nel 1947 per salutare la pace poco dopo le gravi conseguenze subite dalla seconda guerra mondiale. Nel corso degli anni ha sempre più rappresentato un vero e proprio omaggio alla primavera e alla bella stagione attraverso l'allestimento di carri allegorici e l'infioritura realizzata utilizzando i fiori bianchi del narciso. Feste analoghe si svolgono in Italia ad Acceglio (CN), Castelnuovo Nigra (TO), Mel (BL), Marcellina e Rocca Priora (RM), Monte di Malo (VI), mentre in alcune località della Sardegna vengono celebrati riti religiosi in onore di san Narciso di Gerusalemme e nell'Ausseerland, in Austria, viene organizzata una festa simile a quella di Rocca di Mezzo. Nella cittadina abruzzese la festa si svolge nell'ultima domenica di maggio.
- Festa di san Leucio (fine luglio)
- Gara del solco diritto (ultima domenica di agosto)

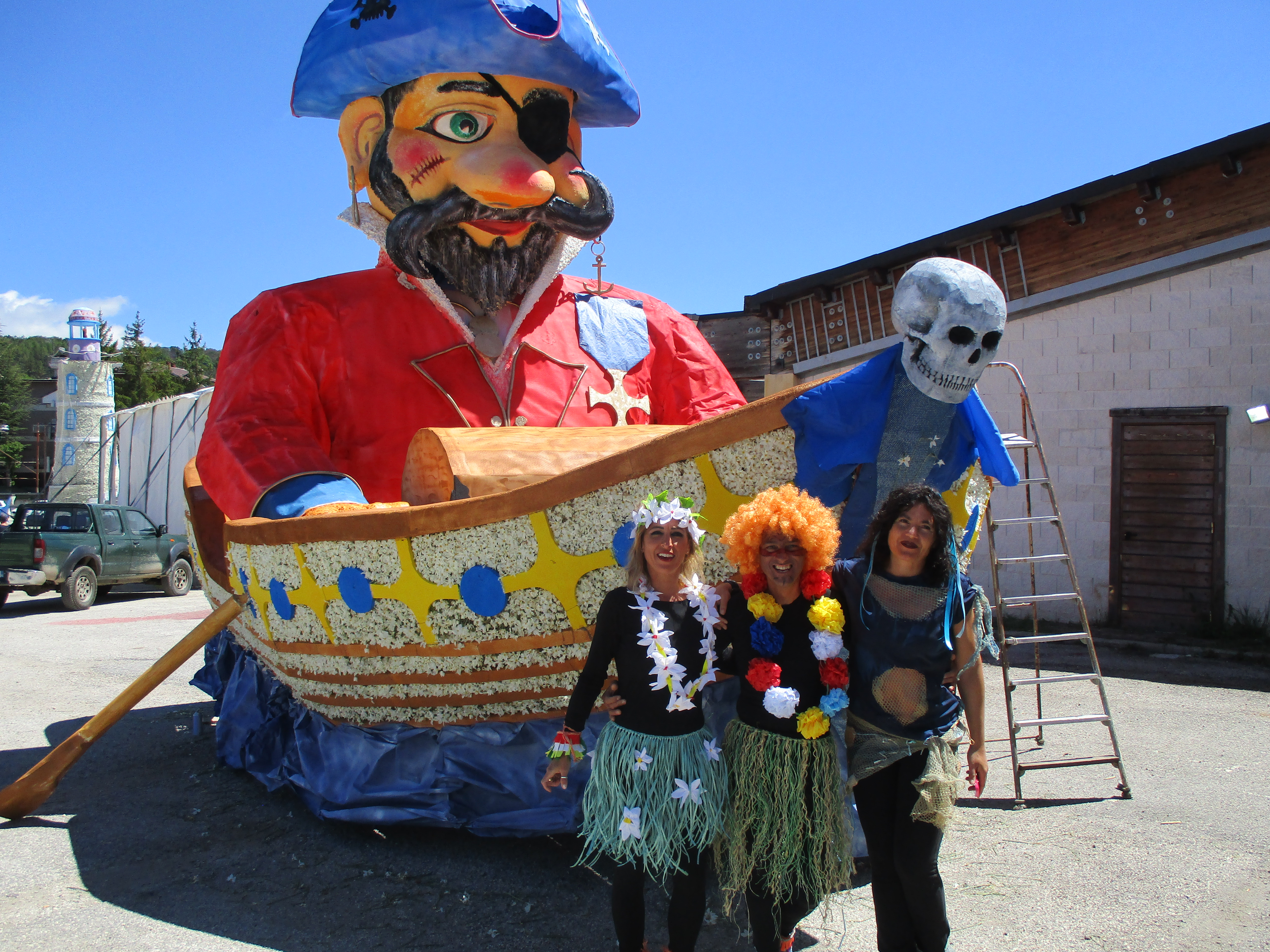
Festa del Narciso

### Detti e proverbi
- Quando l'acqua viè da Ro're, pi'a la zapp' e va a la'ore; quando l'acqua viè da Cagn', pi'a li panni e vatt' a cagn'! (Quando la pioggia viene da Rovere prendi la zappa e vai a lavorare; quando l'acqua viene da Rocca di Cambio, prendi i vestiti e vatti a cambiare) (popolare)
- Rocca di Mezzo è l'unico paese in cui l'estate è l'inverno - e l'inverno è l'inverno (giovanile)
- Cappa, pane e spesa poc'e pesa (La spesa per vestiti e alimenti pesa sempre poco)

## Geografia antropica
Il capoluogo comunale è posto alle pendici del Monte Rotondo, e il suo centro storico sorge su una collina di modesta altitudine (nota con il nome di San Calvario) situata a una cinquantina di metri al di sopra dell'altipiano e a 1329 m s.l.m.
L'abitato è diviso in tre parti:
- Il Borgo (Bùlverə, nel dialetto locale) di origini medievali, è posto a meridione, sulla cima di San Calvario e costituisce il nucleo più antico del paese, con case, rimesse in pietra, vicoli ripidi e la Chiesa Madre (in stile tardo barocco) affiancata da un piazzale pedonale;
- La Morge (Móricə, nel dialetto locale) sulle pendici settentrionali del colle di San Calvario, a un'altitudine inferiore rispetto al Borgo. Edificata in età moderna (a partire dal XVI secolo), presenta molti scorci suggestivi (fra cui I tre archi);
- Il nuovo incasato, sull'altopiano propriamente detto (1277 m s.l.m.), eretto in massima parte nel corso del Novecento, con alcuni pregevoli edifici pubblici (il vecchio Municipio, edificato nel primo decennio del XX secolo) e privati (fra cui la Villa Cidonio, in stile eclettico con influenze liberty, ultimata nel 1925). La parte nuova, o "bassa", ha conosciuto un impetuoso sviluppo a partire dai primi anni sessanta, con la costruzione di numerose villette, edifici residenziali multifamiliari e insediamenti turistici di vario tipo, generalmente privi di contenuti estetici di rilievo. Trovandosi in zona pianeggiante, la grande piazza principale di Rocca di Mezzo ha la caratteristica di essere facilmente raggiungibile e fruibile anche per sole passeggiate.

## Infrastrutture e trasporti

### Strade
Il comune è attraversato dalla strada statale 696 del Parco Regionale Sirente-Velino, il cui tracciato all'interno del territorio comunale ricalca quello dell'ex strada statale 5 bis Vestina-Sarentina. È inoltre servito da due arterie della rete stradale provinciale aquilana, la SP11 Sirentina e la SP38 Nuova Vestina, che hanno entrambe termine sulla SS696 proprio in corrispondenza di Rocca di Mezzo.

## Amministrazione
| Periodo           | Periodo           | Primo cittadino       | Partito                                                           | Carica                  | Note   |
| ----------------- | ----------------- | --------------------- | ----------------------------------------------------------------- | ----------------------- | ------ |
| 21 settembre 1985 | 3 agosto 1990     | Fausto Leucio Ronconi | Democrazia Cristiana                                              | Sindaco                 | [ 14 ] |
| 3 agosto 1990     | 14 settembre 1993 | Giovanni D'Amico      | Partito Comunista Italiano poi Partito Democratico della Sinistra | Sindaco                 | [ 14 ] |
| 14 settembre 1993 | 22 novembre 1993  | Luciana Crisi         | –                                                                 | Commissario prefettizio | [ 14 ] |
| 22 novembre 1993  | 17 novembre 1997  | Giovanni Cocciante    | Partito Repubblicano Italiano                                     | Sindaco                 | [ 15 ] |
| 17 novembre 1997  | 28 maggio 2002    | Giovanni Cocciante    | L. civica di centro-sinistra                                      | Sindaco                 | [ 16 ] |
| 28 maggio 2002    | 29 maggio 2007    | Emilio Nusca          | L. civica di centro-sinistra                                      | Sindaco                 | [ 17 ] |
| 29 maggio 2007    | 8 maggio 2012     | Emilio Nusca          | L. civica                                                         | Sindaco                 | [ 18 ] |
| 8 maggio 2012     | 11 giugno 2017    | Mauro Di Ciccio       | L. civica Unità e progresso                                       | Sindaco                 | [ 19 ] |
| 11 giugno 2017    | 22 dicembre 2017  | Mauro Di Ciccio       | L. civica Progetto comune                                         | Sindaco                 | [ 20 ] |
| 22 dicembre 2017  | 27 maggio 2019    | Franca Santoro        | –                                                                 | Commissario prefettizio | [ 14 ] |
| 27 maggio 2019    | 10 giugno 2024    | Mauro Di Ciccio       | L. civica Unità e progresso                                       | Sindaco                 | [ 21 ] |
| 10 giugno 2024    | in carica         | Emilio Nusca          | L. civica Tempo di fare                                           | Sindaco                 | [ 22 ] |